# قاع الحرد
قاع الحِرْد هو موقع منخفض تتجمع فيه سيول الشعاب المحيطة فيشكل بذلك سداً طبيعياً يغذي المنطقة المنخفضة إلى الشرق منه. ويقع في قرية المعترضة  وهو يجاور جبل عثوا إلى الغرب من بلدة روضة رمان المعروفة جنوب مدينة حائل بحوالي 75 كم تقريباً.